# Elżbieta Katolik
Elżbieta Katolik (geb. Skowrońska; * 9. Oktober 1949 in Warschau; † 28. Juni 1983 in Sieradz) war eine polnische Mittelstreckenläuferin, die sich auf die 800-Meter-Distanz spezialisiert hatte.

## Sportliche Laufbahn
1969 gewann sie bei den Europäischen Hallenspielen in Belgrad mit der polnischen Mannschaft Silber in der gemischten Staffel, und 1971 kam sie mit der polnischen Stafette bei den Europameisterschaften in Helsinki auf den fünften Platz in der 4-mal-400-Meter-Staffel.
Bei den Olympischen Spielen 1972 in München schied sie sowohl über 800 Meter wie auch als Teil der polnischen Mannschaft in der 4-mal-400-Meter-Staffel im Vorlauf aus.
1973 gewann sie bei den Halleneuropameisterschaften in Rotterdam und bei der Universiade Bronze. 1974 siegte sie bei den Halleneuropameisterschaften in Göteborg und wurde bei den Europameisterschaften in Rom Siebte.
Einem vierten Platz bei den Halleneuropameisterschaften 1975 in Kattowitz folgte eine weitere Bronzemedaille bei den Halleneuropameisterschaften 1977 in San Sebastián.
1980 wurde sie Vierte bei den Halleneuropameisterschaften in Sindelfingen. Bei den Olympischen Spielen in Moskau erreichte sie im Einzelwettbewerb das Halbfinale und kam mit dem polnischen Quartett auf den sechsten Platz in der 4-mal-400-Meter-Staffel.
Dreimal wurde sie polnische Meisterin über 800 Meter (1971, 1975, 1976), einmal über 400 Meter (1969) und zweimal im 400-Meter-Hürdenlauf (1977, 1979). In der Halle holte sie sechsmal den nationalen Titel über 800 Meter (1973, 1974, 1976, 1978–1980) und einmal über 400 Meter (1977).
Elżbieta Katolik starb im Alter von 33 Jahren bei einem Verkehrsunfall.

## Persönliche Bestzeiten
- 400 m: 52,73 s, 13. Juli 1977, Warschau
- 800 m: 1:57,26 min, 11. August 1980, Budapest
  - Halle: 2:01,3 min, 13. März 1977, San Sebastián
- 1000 m: 2:37,8 min, 21. August 1974, Berlin
- 400 m Hürden: 56,91 s, 30. Juli 1977, Bydgoszcz